# Medaille voor Bijzondere Toewijding van de Nederlandse Bond van Vrijwillige Burgerwachten
De  Medaille voor bijzondere toewijding van de Nederlandse Bond van Vrijwillige Burgerwachten werd in 1924 door het bestuur van de Nederlandse Bond van Vrijwillige Burgerwachten ingesteld als "beloning voor verdienstelijke daden, verricht door of bewezen aan de Burgerwachten in Nederland". Voor "buitengewone verdiensten of uitstekende diensten aan de Burgerwachten in Nederland" was het hoger aangeslagen Kruis van Verdienste van de Nederlandse Bond van Vrijwillige Burgerwachten gereserveerd.   
In en na de Eerste Wereldoorlog probeerde de Nederlandse regering met behulp van een gemobiliseerd leger, een uit reservisten bestaande Landweer, de landstorm en vrijwillige burgerwachten de orde te handhaven.

## De medaille
Op de voorzijde van de ronde bronzen medaille met een middellijn van 41 millimeter is een  rond schild met daarop een klimmende leeuw met zwaard en pijlenbundel, een zogenaamde Nederlandse leeuw  als in het Nederlandse rijkswapen afgebeeld. Rond dit schild zijn de wapenschilden van de elf toenmalige Nederlandse provincies afgebeeld. Het zijn de wapens van Noord-Brabant, Groningen, Overijssel, Gelderland, Friesland, Limburg, Drenthe, Noord-Holland, Zeeland, Zuid-Holland en Utrecht.
De keerzijde van de medaille toont dicht langs de rand een smalle krans van Oranjeloof waarbinnen, langs de binnenrand van deze krans, in kleine letters de tekst "NEDERL:BOND VAN VRIJWILLIGE BURGERWACHTEN" te lezen is. Horizontaal in het midden van de keerzijde staat de opdracht "AAN ......... VOOR BIJZONDERE TOEWIJDING" te lezen. Op de lege plaats kon de naam van de decorandus gegraveerd worden.
De medaille werd aan een 37 millimeter breed lint op de linkerborst gedragen. Het lint was wit met op 3 millimeter van de boorden een donkeroranje streep van 7 millimeter breed.
Omdat deze particuliere onderscheiding niet op uniformen van het Nederlandse leger mochten worden gedragen zijn er geen batons bekend. 